# ماتیاس سوانبرگ

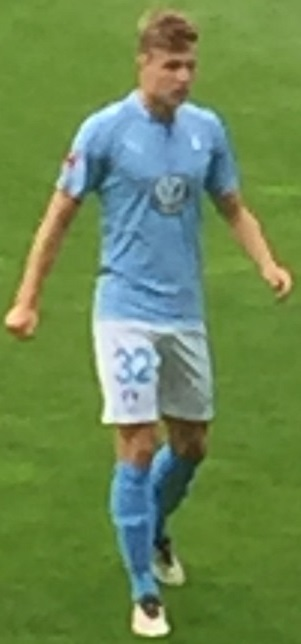
ماتیاس سوانبرگ در سال ۲۰۱۶

ماتیاس سوانبرگ (انگلیسی: Mattias Svanberg؛ زادهٔ ۵ ژانویهٔ ۱۹۹۹) بازیکن فوتبال اهل سوئد است.
از باشگاه‌هایی که در آن بازی کرده‌است می‌توان به باشگاه فوتبال مالمو اشاره کرد.
وی همچنین در تیم‌های ملی فوتبال زیر ۲۱ سال سوئد، و سوئد بازی کرده‌است.